# Spolna objektifikacija
Spolna objektifikacija je vseprisoten fenomen, kjer so osebe zreducirane na status »predmetov«, v tem smislu, da je njihovo telo, deli telesa ter spolne funkcije ločene od njihovih osebnih identitete in mentalnega življenja. Seksualiziran način na katerega so človeška telesa ocenjena znotraj zahodnih kultur ima osebne kot tudi politične posledice na življenja ljudi.

## Samo-objektifikacija[1]
Teorija objektifikacije pravi, da zaradi rednega srečanja s spolno objektifikacijo ženske začnejo nase gledati skozi perspektive tretje osebe (»kako izgledam«) nasproti prvoosebnem pogledu (»kako se počutim«), tako da same sebe vidijo skozi objektificirano družbeno lečo. Vzporedno s tem pojavom začnejo nadzorovati svoja dejanja in izgled iz zunanje perspektive. Več kot desetletje raziskav kaže na dejstvo, da ima samo-objektifikacija močan negativen vpliv na blaginjo žensk ter njihove kognitivne sposobnosti. Povezana je tudi z večjim strahom in dojemanjem grožnje posilstva, močnejšo sovražnostjo do drugih žensk, večjo možnost samopoškodb, večje sprejemanje kozmetičnih operacij ter disproporcionalno višjo stopnjo psiholoških problemov, vključno z depresijo, motnjami hranjenja in spolnimi težavami.
Skozi proces samo-objektifikacije ženske ponotranjijo škodljiva prepričanja glede samih sebe in tako ohranjajo lasten neenakopraven položaj.